# Ælfric (Hereford)
Ælfric († zwischen 951 und 955) war Bischof von Hereford (England). Er wurde zwischen 937 und 940 zum Bischof geweiht und trat sein Amt im gleichen Zeitraum an. Er starb zwischen 951 und 955.